# Smånunneört
Smånunneört (Corydalis intermedia) är en art i familjen vallmoväxter. Det är ört med rödlila blommor.
Dess frön sprids framför allt av myror.